# Châtillon-Guyotte
Châtillon-Guyotte település Franciaországban, Doubs megyében. Lakosainak száma 141 fő (2022. január 1.). Châtillon-Guyotte Pouligney-Lusans, Amagney és Marchaux-Chaudefontaine községekkel határos.

## Népesség
A település népességének változása:
| Lakosok száma | 65   | 87   | 96   | 136  | 128  | 127  | 129  | 138  | 142  | 141  |
|               | 1968 | 1982 | 1990 | 2006 | 2013 | 2015 | 2017 | 2019 | 2020 | 2022 |